# 中村良三 (柔道)
中村 良三（なかむら りょうぞう、1942年11月12日 - ）は、日本の柔道家。講道館九段を取得している。
現役時代は全日本選手権出場等の実績を持ち、引退後は母校・東京教育大学および筑波大学にて教授や柔道部監督、国際柔道連盟教育理事等を歴任した。

## 経歴
富山県高岡市の生まれで、小学校低学年の時に母親の友人の女性から勧められて柔道を始めた。
市立高陵中学校にて後々まで生涯の師と仰ぐ事となる向健三と出会い、中学3年次に県大会で団体戦・個人戦とも優勝。高校は県下有数の進学校である県立高岡高校へ進み、卒業後1961年に東京教育大学へ入学して稽古に励んだ。大学4年次の1964年には日本の柔道家にとっての檜舞台である全日本選手権に東京地区代表として出場を果たしている。
1965年に大学を卒業後は郷里富山の県立福野高校へ教員として赴任したが、時を同じくして東京教育大学に武道学科が新設されたのに伴って大学へUターン。リーグ2部に降格した母校を再度1部引き上げる事を目標に、1967年9月より大学教員として、翌68年4月より正式に柔道部監督に就任して嘗ての恩師である松本芳三の助手を務めた。
後進の指導に当たる傍ら現役選手としても活躍し、65・67・68年の3度信越地区代表として全日本選手権へ出場して全国の猛者を相手に鎬を削った。
この頃は部活動以外は形の授業で受をやる程度であり、それ以外の時間は四六時中柔道部の強化方法を考えていたため、既存のやり方に捉われない新しい練習方を創意工夫する時間が取れたと中村は述懐している。1972年のミュンヘン五輪の際にバレーボールの選手が倒立しながら歩く練習をしていたのを参考に柔道部にもマット運動を採り入れ、「体操部に次ぐレベルまでになった」と中村。この他にも当時まだ珍しかった連続投込練習を稽古に加えたり、準備運動にも徹底的に拘って次々と新しいメニューを導入したほか、全日本体育協会のトレーニングドクターを兼務していた関係で練習前ストレッチや練習後のマッサージといった斬新な試みも。こうした練習法改革の成果が出て、1976年の第24回東京学生優勝大会では圧倒的な強さで母校を優勝に導いた。
1980年代に女子柔道が盛んになり始め筑波大学が本格的に女子選手の強化を方針として定めた頃、山口香や藤本涼子、佐々木光など高校時代に鳴らした選手が相次いで筑波大に入部。当初は男子と混合で稽古をしているだけだったが、山口から「男子に混じって練習しているだけで、女子が放ったらかしになっている」と直談判された中村は以後、女子選手を車に乗せ出稽古に連れて行く程の熱の入れ様に。1985年に嘗ての教え子である小俣幸嗣に男子柔道部監督の座を譲り、中村は柔道部総監督として女子選手の指導の任に当たる事となった。「女子は一つずつ丁寧に積み重ねるように教えないとダメ」と悟った中村は男子と違う練習メニューを採り入れて技の反復練習を重視したほか、自身も現役時代には苦手とした寝技の練習に力を入れた。
この結果、後に10名以上の世界選手権メダリスト輩出するまでになり、1992年のバルセロナ五輪では全日本女子監督も務めている。
中村は筑波大学への外国人稽古生受け入れを積極的に行い、一方で自身も1970年代以降国際交流基金の一員としてインドやナイジェリア、カメルーンなど柔道後進国30~40カ国を廻って指導した経験を持つ。その傍ら全柔連では教育普及委員長を務め、講道館の協力のもと1997年より開催される事となった全日本形競技大会の立ち上げに尽力した。
こうした中、1997年1月に国際柔道連盟（IJF）の教育理事を8年間務めた佐藤宣践が辞任すると、その後任として白羽の矢が立ったのが柔道界へ数々の変革をもたらした中村だった。最初は固辞したものの、当時の全日本柔道連盟の会長・副会長から直々に「君が立候補しないと世界の情報はもう日本に入ってこなくなるし、こちらの意見も言えなくなる」と諭され、気は進まなかったもののこれを引き受ける事に。正式な立候補を経て同年10月に就任した。
IJFでも中村の創意工夫や改革意欲は健在で、一本勝を推奨する目的で1999年の世界選手権から『一本トロフィー』を制度化し、2001年からは『IJFフェアプレー賞』を創設した。
同時に日本国内でも、佐藤宣践や上村春樹、山下泰裕らの協力のもと講道館との共同プロジェクトとして『柔道ルネッサンス』を2001年に始動させ、嘉納治五郎の原点に立ち返った柔道を通じての人間教育を提唱した。
6年の任期を終え2003年にIJF教育理事の立場を山下泰裕にバトンタッチした後は、筑波大学体育専門学群教授および柔道部部長、また全日本柔道連盟理事として活躍。
2007年3月に筑波大学を定年で退官し、その永年の功績から名誉教授を拝命した。以後は新興大学の了徳寺大学にて引き続き精力的に後進の指導に当たり、現在は筑波大学柔道指導者の会である茗柏会会長や全日本柔道連盟顧問、茨城県柔道連盟顧問等の要職に就く。
なお、中村の息子も指導者・教育者としての道を歩んでスイスやクウェートなどで柔道指導に従事し、親譲りのDNAを以って柔道の海外普及に勤しんでいる。